# Chiesa dei Santi Nazario e Celso (Cenate Sotto)
La chiesa dei Santi Nazario e Celso di Cenate Sotto si trova nel territorio dell'omonimo comune in provincia e diocesi di Bergamo.

## Storia
Non vi è una datazione certa circa l'edificazione della chiesa che si trova posta accanto al castello Lupi. La chiesa è citata una prima volta nel 1260. La chiesa probabilmente fu edificata con il maniero, era infatti comune che i proprietari dei castelli facessero edificare una cappella privata. Resti delle murature indicano la sua edificazione verso la fine del XI secolo.

## Descrizione
Si tratta di un edificio ecclesiale romanico piccolo ma dalla struttura elegante che ha mantenuto integralmente l'assetto originario.

La costruzione a pianta rettangolare e ad aula unica termina a est con  l'abside semicircolare ben conservata. Nell'abside sono aperte due monofore a sguincio semplice.
Nel corso del XVII secolo sono stati eseguiti degli interventi ristrutturativi che ne hanno modificato la facciata principale e il relativo portale; agli stessi interventi sono dovuti l'apertura di una porta sul lato meridionale e l'attuale piccolo campanile a vela.
Di incerta datazione, probabilmente dell'XI-XII secolo, si inserisce perfettamente nel panorama architettonico romanico bergamasco.
Nella volta interna dell'abside sono presenti tracce poco leggibili di un affresco raffigurante una maestà in mandorla e di sant'Alessandro.